# كعكة سراوق
كعكة سراوق أو كعكة طبقات سراوق (بالملاوية: kek lapis moden Sarawak) باللغة هي كعكة طبقات من ولاية سراوق في مالِيزِية .
يمكن العثور على هذه الكعكة في كل مكان تقريبًا في ولاية سراوق الماليزية، وتقدم في المناسبات الخاصة. تخبَز للاحتفالات الدينية أو الثقافية مثل عيد الفطر وعيد الميلاد ديوالي وغَوَاي وأعياد الميلاد وحفلات الزفاف.
يمارس الناس في ماليزية تقليد البيت المفتوح خلال أي يوم من أيام المهرجان ويمكن تقديم الكعك ذي الطبقات الحديثة في كل مكان تقريبًا في سرواق.